# محمود عبد الله هارون
محمود عبد الله هارون (بالأردوية: محمود عبد اللہ ہارون)‏؛ (1920 – 6 نوفمبر 2008) سياسي باكستاني مخضرم، عمل بالسياسة لأكثر من خمسة عقود، والابن الثاني للحاج السير عبد الله هارون، وأولهما يوسف هارون أحد قادة حركة باكستان. خلال حياته السياسية شغل محمود هارون عدة مناصب منها: حاكم إقليم السند مرتين، ووزير الداخلية الاتحادي، ووزير الدفاع الاتحادي، وعمدة كراتشي. وهو مؤسس صحيفة الخليج تايمز التي تتخذ من دبي مقراً لها.